# Steinschiller
Steinschiller este un soi de viță de vie adus în România de coloniștii șvabi din timpul Mariei Tereza, în urmă cu 250 ani. Se presupune că ar fi originar din Germania.

## Sinonimie
Steinschiller roz, în România, Kövidinka în Ungaria.

## Caractere morfologice
Frunza adultă: mică, rotundă, cu limbul plan, gros, grofat, vârtos, întreg sau ușor trilobat. Sinusurile laterale sunt slab schițate, în forma literei 'V' ori lira deformată. Nervurile sunt roșiatice la bază, dinții sunt mici, cu baza lățită și margini convexe. Strugurele: mic de forma cilindrică ori cilindro-conică, foarte compact.

## Însușiri biologice
Soi de vigoare mijlocie, cu perioada de vegetație de 180 zile. Rezistă până la -22 grade C și prezintă o toleranță la secetă și putregai cenușiu, de nivel mijlociu. Este un soi fertil, adică formează 70% lăstari fertili și 1,7 coeficientul de fertilitate absolut și respectiv 1,1 cel relativ.

## Particularități de cultură
În vechile plantații se practica tăierea de Teremia ceea ce reprezenta o încărcătură de 8-10 ochi pe metru pătrat repartizată pe cepi de rod și o densitate mare a butucilor.

## Caracteristici tehnologice
Steinschiller roz este un soi de epoca a V-a normală, coacerea strugurilor având loc în intervalul: 16-30 septembrie. Strugurele are o greutate de 60-70 g. Bobul este sferic, cu gust franc, roz-roșiatic, acoperit cu multă pruină. Producția este de 9-11 t/ha. Acumulează o cantitate redusă de zaharuri, în jur de 160g/l, dar și o aciditate redusă de 3,9%. Din struguri se obține un vin de consum curent, alb sau roz, care se folosește în cupaje în proporție de 20%, alături de Creata 50% și Majarca albă 30%.	

## Zonare
Se cultivă în centrul viticol Teremia din județul Timiș.